# Dragon Valor
Dragon Valor (ドラゴンヴァラー?, Doragon Varā) è il terzo videogioco della serie Dragon Buster, pubblicato il 2 dicembre 1999 dalla Namco per PlayStation. È un action RPG contenente elementi sia da videogiochi a piattaforme sia da hack and slash. L'obiettivo del giocatore nel gameplay, in quanto Dragon Valor, è uccidere i draghi con una spada magica tramandata di generazione in generazione. Il gioco differisce dagli altri videogiochi d'azione a piattaforme poiché il matrimonio del protagonista inciderà su chi continuerà l'avventura nella fase seguente. Ci sono due scelte nel primo capitolo e altre due possibili opzioni nel secondo, e quindi il gioco dispone di tre potenziali percorsi e tre finali diversi.

## Trama
Clovis Barclay, un giovane ragazzo che vive nelle terre di Jirat, assiste alla distruzione del suo villaggio e alla morte della sorella Elena a causa di un forte incendio. Trova un solo superstite, un Dragon Valor dal nome sconosciuto sul punto di morte che gli rivela il colpevole di tutto ciò, un drago. Clovis prende la sua spada magica e, dopo aver sconfitto alcuni mostri, raggiunge il drago. Riesce a ucciderlo, diventando un Dragon Valor a tutti gli effetti, ma dal cadavere fuoriesce lo stesso drago in un'altra forma, il quale fugge via volando. Il giovane protagonista, in preda alla rabbia, giura che avrà vendetta e che lo troverà e lo ucciderà.

## Modalità di gioco
In Dragon Valor, il personaggio del giocatore viene posto in varie fasi, dove dal punto di inizio deve giungere sino alla fine del livello o deve sconfiggere degli specifici boss nemici lungo la via. Al termine di ogni capitolo (ovvero una serie di fasi riguardo a uno stesso antagonista) il giocatore deve combattere e sconfiggere un drago. Lungo la strada i giocatori possono collezionare oggetti per aumentare i loro punti vita, magia, attacco e difesa, e inoltre possono anche ottenere dei 'tomi' dopo aver sconfitto dei nemici particolari, con i quali si possono utilizzare nuovi incantesimi.
La moneta di scambio nel gioco è il Val, che i giocatori possono collezionare per comprare nei negozi pozioni di recupero (che vengono usate appena acquistate), oggetti che migliorano le statistiche, od oggetti che vengono venduti per Val o scambiati per altri oggetti in seguito. Riguardo a ciò, gli oggetti che il giocatore di solito può scambiare sono quelli per le statistiche.
Il protagonista cambia in ogni capitolo. Ci sono tre possibili percorsi, che coincidono con le tre spade magiche che vengono trovate in essi: Azos, Soul e Kadum. I giocatori generalmente controllano un personaggio a capitolo, anche se alcuni personaggi possono essere giocati due volte. I percorsi sono scelti a seconda di alcuni eventi del primo capitolo. Ad esempio se nel capitolo uno Clovis sposa Celia e diventa Re di Raxis, il prossimo personaggio del giocatore è il loro figlio Arlen. Se invece Clovis sposa Carolina, si ha come risultato Kodel. C'è una simile scelta nei panni di Kodel nel suo capitolo sul se salvare o meno Fannah.
A prescindere dal fatto che i personaggi cambino in ogni capitolo, i comandi rimangono quasi gli stessi, con alcune lievi variazioni del modo in cui vengono effettuati a livello grafico.

## Personaggi

### Protagonisti
- Clovis Barclay è un ragazzo che giura di vendicare la morte della sorella Elena, vittima della sua battaglia contro i draghi. Anche se spende la sua giovinezza alla ricerca della vendetta, egli è dotato di buon cuore. Riesce a sconfiggere Volef, il capo dei Cavalieri di Azale, e Raimun, l'Alchemista, quando raggiunge il Castello di Raxis. Uccide anche due draghi, Rage nel prologo e Titan nel primo capitolo. È la prima persona a possedere una spada magica, Azos, nel corso della storia. Dopo che sconfigge Titan, rimane insoddisfatto pur non avendo più obiettivi. Appare anche nel secondo capitolo, dove abbandona Carolina e il loro figlio, Kodel, ma viene ritrovato e sconfitto da quest'ultimo nella fortezza abbandonata della città di Linton. Egli spiega le sue ragioni per essersene andato senza fare ritorno per così tanto tempo e alla fine torna a casa con Kodel, dove Carolina lo saluta come se non fosse successo mai nulla. Nel capitolo uno se Clovis salva la Principessa Celia, la sposa dopo aver sconfitto Titan e diventa quindi Re di Raxis. Tale evento porta al percorso di Soul, dove Clovis diventa padre di Arlen e poi muore prima dell'inizio del secondo capitolo. Clovis è uno dei due personaggi che possono essere usati due volte nel gioco, prima nel prologo e poi nel capitolo uno.
- Carolina è un inventore alle prime armi che viene salvata da Clovis dai demoni ai confini di Raxis. Si innamora di Clovis quando vendica la morte di suo padre e in seguito si sposa con lui. Alla fine, nelle terre di Kadeli, segue i passi di suo padre e, come lui, diventa un inventore. Nonostante Clovis abbandoni lei e il loro figlio, aspetta pazientemente il suo ritorno. Tuttavia Kodel dice a Clovis che stava diventando stanca di aspettare di vederlo tornare a casa.
- Celia di Raxis è la Principessa del Regno di Raxis. Viene tenuta prigioniera dai Cavalieri di Azale che hanno ucciso i suoi genitori, il Re e la Regina di Raxis. Clovis la salva e viene poi invitato ad unirsi ai Cavalieri di Raxis. Col tempo i due si sposano, ma Clovis muore giovane, lasciando soli Celia e il loro figlio Arlen. Celia viene rapita da Londonya, il figlio di Volef e capo degli oscuri Cavalieri di Alkemia nella Raxis dell'Ovest. Doveva essere giustiziata in dieci giorni, ma Shalya la salva usando Arlen come esca. Una volta salvata, Celia informa Arlen che Lodonya ha resuscitato un drago con l'intenzione di usarlo per costringere Raxis a sottomettersi alla nazione di Alkemia. Celia viene anche citata nella storia di Anita per aver cercato di usare il potere delle spade magiche in un modo simile a quello di Krassel per la rinascita di Dahaka, ma, dato che tentò di falsificare Azos, il rituale provocò la decimazione del suo regno.
- Arlen di Raxis è il figlio della Regina Celia e del Re Clovis. Principe di Raxis sin dalla nascita, il giovane Arlen è stato costretto a combattere come un cavaliere a causa della frammentazione del regno. Londonya rapisce sua madre ed egli cade dal balcone del palazzo della Raxis dell'Est. Tuttavia viene salvato da tre persone, Shalya, capo dell'Esercito di Liberazione della Raxis dell'Ovest, Franco e Simon. Non crede che i tre conoscano la sua identità, ma si unisce a loro nel tentativo comune di unire le Raxis dell'Est e dell'Ovest. Arlen si confronta dunque con Londonya e poi con il drago di ghiaccio, Arktos, vincendo entrambe le battaglie. Alla fine diventa nuovo Re di Raxis con Shalya come regina.
- Kodel Barclay è il figlio di Carolina e Clovis e supporta la sua famiglia sfruttando l'abilità di spadaccino che ha imparato dal padre ormai scomparso. Ha una personalità rude e continua la storia nel secondo capitolo, incontrando una giovane pirata di nome Fannah. I due scappano dalla nave del pirata Robert e giungono nella città di Kadeli. Quando l'anima di Fannah viene presa da un fantasma, Robert incolpa immediatamente Kodel di aver fatto del male a sua figlia e si batte con lui. Dopo aver perso chiede a Kodel di dirigersi alla fortezza abbandonata della città di Linton per salvare l'anima di Fannah. Qui Kodel non solo riesce a compiere la sua missione, ma trova anche suo padre, ormai corrotto dall'odio, il quale gli indica la fonte del male che opprime il luogo. Kodel trova quindi i due draghi gemelli, Hellfire e Inferno, e riesce ad ucciderli per poi tornare alla fortezza, dove Robert, Clovis e Fannah (che annuncia di essere innamorata di lui) aspettano il suo ritorno. Alla fine Kodel si sposa con Fannah, formando una famiglia molto ricca grazie ai tesori di suo padre. Se Kodel non riesce a trovare l'anima di Fannah, Clovis la lascia di sua spontanea volontà, ma le emozioni della ragazza per lui svaniscono. In seguito Kodel diventa un viaggiatore, trovando e adottando Gerome come suo figlio. Dopo aver insegnato l'abilità di spadaccino a Gerome, Kodel muore a causa di una malattia.
- Phillip Barclay è il figlio di Kodel e Fannah. Oltre a essere uno spadaccino come il padre, è anche un marinaio. Un giorno viene attaccato a bordo della nave di famiglia dai demoni e viene fatto cadere nel mare da un drago corpulento di nome Vappula (Phillip non conosce il nome di Vappula in questo momento). Si risveglia sulle coste della zona sud orientale dell'Isola di Paley e incontra Jeanne e Vilherm, dei quali sospetta subito le origini regali. Dato che Phillip si sposta lungo la foresta dell'isola, egli giunge vicino a un villaggio dove incontra il capo Maseo, il quale gli racconta della spada magica Kadum, nascosta tra le rovine. Phillip incontra di nuovo Vappula e, dopo aver sconfitto il drago Thunder, tenta di combattere anche con lui, ma questi scappa nella luce luminosa. Dopo aver raggiunto le rovine e aver ottenuto Kadum, Phillip si incontra quindi con il capitano della sua nave, Calvin, Vilherm e Jeanne. Quest'ultima, sorpresa di vedere che è riuscito a prendere la spada, gli chiede se può averla in prestito, ma Phillip risponde che non tutti possono brandire una spada magica. Il gruppo si rincontra in privato sulla nave di Jirat, dove Jeanne rivela di essere la Principessa Imperiale di Jirat e chiede a Phillip di annientare il drago che sta affliggendo il suo paese. Come compenso per l'impresa, Phillip chiede la mano della Principessa Jeanne e la ragazza accetta. Dopo aver sconfitto il drago e gli ultimi demoni di Jirat, Phillip si sposa con Jeanne e i due diventano Imperatore e Imperatrice di Jirat. È il primo Dragon Valor a possedere due spade magiche.
- Felippe Barclay è il figlio del Re Arlen e della Regina Shalya. È conosciuto come il miglior spadaccino di Raxis. Partecipa al torneo del castello di Jirat e combatte contro il suo cavaliere migliore, Vilherm, ma le cose vanno terribilmente nel verso sbagliato dato che il Ministro Zomas afferra Jeanne e minaccia di romperle il collo se Vilherm non avesse preso la spada magica, Azos, da Felippe. Felippe sacrifica la spada per salvarla, ma riesce a ottenere un'altra spada magica, Soul. Tuttavia alla fine fallisce nel recuperare Azos da Krassel. Si sposa con la Principessa Jeanne.
- Principessa Jeanne di Jirat è l'erede al trono dell'impero di Jirat. A seconda che il giocatore sia Phillip o Felippe, cambiano il suo passato, intento e gli eventi a cui prende parte. Nei panni di Phillip, il giocatore incontra Jeanne che cerca una spada magica in modo da usarla per scacciare il drago che sta affliggendo il suo paese. Nei panni di Felippe, lei guarda l'incontro tra Felippe e il cavaliere migliore di Jirat, Vilherm. Dopo essere tenuta in ostaggio da Zomas, cerca una spada magica nel tentativo di restaurare l'onore della sua famiglia e di sconfiggere Zomas, che ha messo in atto un colpo di Stato. Jeanne si innamora di Phillip o Felippe (a seconda di quale personaggio stia controllando il giocatore), facendoli diventare Imperatori di Jirat e diventando lei stessa Imperatrice.
- Gerome Barclay è un giovane ladro che Kodel salva dalla morte. Viene probabilmente adottato da lui e col passare del tempo lo supera in abilità come spadaccino. Dopo che Kodel muore per una malattia virale, egli diventa indifferente alla compagnia e alla fine risveglia le sue abilità di ladro ancora una volta. Nella Foresta della Nebbia si confronta con Halfas, ma questi scappa velocemente dato che non desidera scontrarsi con lui. In seguito s'imbatte nel culto di Dahaka, ma solo dopo aver trovato il tesoro nascosto. Nella Cripta della Cattedrale incontra Sarah, una maga della Foresta della Nebbia, incatenata su una tavola di pietra come sacrificio per un drago, e alla fine decide di liberarla. I due si incontrano nuovamente quando Gerome, dopo aver sconfitto il drago Hades, si vede costretto ad affrontare di nuovo Halfas, venendo poi salvato dagli incantesimi di Sarah. Gerome recupera le pietre della saggezza e le vende per comprare una casa a Saldo, dove inizia una vita pacifica insieme a Sarah come esorcisti.
- Mihael Barclay è il Principe Imperiale di Jirat, figlio dell'Imperatore Phillip e dell'Imperatrice Jeanne (oppure figlio dell'Imperatore Felippe nell'altro percorso). Si dirige a Saldo con Vilherm dopo che la spada magica Azos viene rubata. Tuttavia durante la loro ricerca della spada, Vilherm viene ucciso da Halfas e Mihael si dirige al Monte Verea determinato a vendicarlo. Sulla strada si batte con Grusamseus, che ha intenzione di diventare un drago acquisendo il potere di Dahaka. Lo sconfigge e Grusamseus lo lascia andare, apparendo solo una volta nel gioco. Nella Tana del Demone Mihael combatte sia con Krassel che con Halfas, per poi sconfiggere il drago Talon pensando fosse Krassel. Con questo tranello Krassel gli ruba quindi la spada magica Kadum e la unisce alle altre due che aveva già preso. Krassel cerca di sbarazzarsi di Mihael, ma questi sparisce nell'esplosione. Nella storia alternativa Mihael va alla ricerca di sua sorella Anna nel decaduto Regno di Raxis, combatte nell'inferno, ottiene Igunis, sconfigge Krassel e poi Dahaka. Dopo essersi riunito con Anna, torna dunque insieme a lei a casa.
- Anna Barclay è la Principessa Imperiale di Jirat, figlia dell'Imperatore Phillip e dell'Imperatrice Jeanne (oppure figlia dell'Imperatore Felippe nell'altro percorso). Anna cerca Mihael nelle rovine di Raxis ed è felice di vedere che è ancora vivo, ma rimane scioccata nel sentire che Vilherm è stato assassinato mentre tentava di salvarlo. Mihael vuole proseguire, ma Anna gli dice di riposare mentre continua da sola questo viaggio pericoloso. Nel passaggio per l'inferno, Anna incontra il guardiano, Igunis, che le presenta la spada magica, Igunis, per fermare Dahaka. Dopo che sopravvive lungo la via per il mondo dei demoni, Anna incontra Krassel, il quale, prima di venire ucciso, le dice che è troppo tardi dato che ha già resuscitato Dahaka. Prima della battaglia finale, Dahaka la incoraggia oscuramente a diventare un drago, ma viene salvata dalla voce familiare di Mihael. Infine Dahaka viene sconfitto e Anna sigilla le porte di Gehenna con la spada Igunis. Tornata nel mondo umano, Anna si dirige verso casa insieme a Mihael. Nella storia alternativa Anna va insieme a Vilherm a Saldo in cerca della spada Azos. Dopo aver giurato di vendicare la morte di Vilherm per mano di Halfas, attraversa il Monte Verea, sconfigge Vappula, Krassel e poi Halfas prima di confrontarsi con il drago Talon. La sua scomparsa spinge Mihael a cercarla.
- Anita Barclay è la figlia del ladro Gerome e della maga Sarah. Diventa un'esorcista con le abilità di spadaccino del padre e la magia della madre. Dopo un esorcismo di una torre di Raxis, viene a conoscenza dell'esistenza delle altre due spade magiche e va alla loro ricerca. Dopo averle trovate incontra Halfas, che la maledice a morte. Tramite i metodi da esorcista che conosce, Anita riesce a ritardare la maledizione per trovare e uccidere Halfas. Dopo aver sconfitto Krassel e Halfas, combatte contro Talon e scompare dopo che Krassel ottiene le tre spade. Quando Gerome la trova, riprende la sua ricerca per rompere la maledizione. Riesce nell'intento sconfiggendo Dahaka.

### Antagonisti
- Halfas è uno dei tre draghi del Culto di Dahaka. Ha qualcosa di simile a un senso dell'onore e per questo motivo nei vari percorsi sfida ufficialmente Mihael, Anna o Anita. Questa sfida è per provare a rafforzare le loro emozioni di odio, sete di sangue e vendetta, in modo da trasformarli in draghi. I suoi piani falliscono, ma non ottiene mai la morte che si aspetta sopraggiungere per mano loro. È il boss da battere nel quarto capitolo, a prescindere da quale personaggio stia usando il giocatore. Sconfiggendolo si affronta la battaglia contro il drago Talon.
- Vappula è uno dei tre draghi del Culto di Dahaka. Nella storia di Phillip, questi si confronta con Vappula nel terzo capitolo e riesce a sconfiggere il suo drago, ottenendo così Kadum. Vappula fugge e si rifugia da Krassel e Halfas, ma viene poi ucciso da Krassel dopo una breve conversazione. Mentre nelle storie di Felippe e Gerome non appare proprio, nel quarto capitolo è un boss da sconfiggere con Anna o Anita.
- Krassel è uno dei tre draghi del Culto di Dahaka. Nella storia di Felippe manipola il primo ministro di Jirat, Zomas, per trasformarlo in un mostro in modo da rubare la spada Azos. Il drago di Krassel, Tempest, viene sconfitto da Felippe, ma Krassel non restituisce la spada. È il boss da sconfiggere nel quarto capitolo, a prescindere che il giocatore stia usando Mihael, Anna o Anita. Krassel appare anche nel quinto capitolo come boss, di nuovo, a prescindere dal personaggio del giocatore.
- Azi Dahaka (abbreviato Dahaka) può essere considerato il principale antagonista del gioco, dato che è il boss finale da sconfiggere e che la trama, in particolare degli ultimi tre quinti di uno qualsiasi dei tre percorsi, gira intorno al Culto di Dahaka, che cerca le spade magiche per sbloccare il sigillo di Gehenna, dove Dahaka è imprigionato. Nel quinto capitolo, dopo che il giocatore sconfigge Krassel, il suo personaggio si precipita in avanti per affrontare Dahaka, il quale sta per distruggere il mondo. In una serie di due scontri, il giocatore deve sconfiggere Dahaka per finire il gioco.
- Rage/Titan è il primo antagonista del gioco. Questo drago è quello che uccide la sorella di Clovis, Elena, e dà inizio agli eventi che portano alla battaglia contro Dahaka. Nel prologo, dopo che viene sconfitto da Clovis, resuscita con una nuova forma (Titan) e si rifugia nel regno di Raxis. Si nasconde sotto il castello e usa i suoi fedeli tirapiedi, Raimun e Volef, per terrorizzare i cittadini. Dopo che Raimun viene ucciso da Clovis e Volef fallisce, Titan ammazza quest'ultimo ed inizia a combattere contro Clovis, cosa che lo porta alla sua vera morte dopo una dura battaglia. Rage/Titan è l'unico drago da sconfiggere in due capitoli diversi.

### Antagonisti secondari
- Volef è uno degli antagonisti del primo capitolo, Avenger. È il capo dei minacciosi cavalieri di Azale che hanno occupato il Castello di Raxis sei mesi dopo i cinque anni trascorsi dall'inizio, ed è schierato dalla parte del drago nascosto in un posto segreto. I Cavalieri di Azale furono i responsabili dell'omicidio del Re, della Regina e del Principe di Raxis, nonché del rapimento della Principessa Celia. Clovis, dopo che si infiltra nel castello e sconfigge numerosi demoni di pattuglia, si confronta poi con Volef. Questi gli dà la possibilità di arrendersi e diventare uno dei suoi seguaci, ma Clovis rifiuta immediatamente e lo batte in duello. Volef si ripresenta in seguito con l'aiuto dei poteri del drago ed è quasi invincibile, ma Clovis riesce di nuovo a sconfiggerlo. Stenta a credere di essere stato battuto due volte e supplica il drago di aiutarlo ancora una volta col suo potere, ma il drago lo uccide per la sua patetica prestazione contro il Dragon Valor.
- Raimun è un alchimista e uno degli antagonisti del primo capitolo, Avenger. Appare in una breve scena insieme al drago, di cui è alleato. Il drago gli dice che percepisce nei dintorni una spada magica brandita da un Dragon Valor e chiede a Raimun di eliminarlo oppure di subire il suo stesso destino. Raimun risponde semplicemente che farà in modo di pagare con la sua stessa vita. Si confronta dunque con Clovis nella sua torre, ma viene facilmente sconfitto. Sul punto di morte prega il drago di dargli la sua forza ancora una volta.
- Londonya è un antagonista del secondo capitolo, The Renegade Knights (nella storia del Principe Arlen). Dopo la morte del Re Clovis, è iniziata una guerra tra la Raxis dell'Est e quella dell'Ovest, quest'ultima completamente occupata da Londonya e i suoi Cavalieri di Alkemia. Londonya viene visto per la prima volta quando tiene tra le sue braccia la Regina Celia svenuta e colpisce il Principe Arlen con la sua spada, facendolo cadere dal balcone nel mare. La sua identità viene poi rivelata quando Arlen raggiunge i luoghi d'esecuzione per salvare sua madre, Celia. Londonya è il figlio di Volef e odia il Principe Arlen e la sua famiglia perché crede che chi ha ucciso suo padre sia stato il Re Clovis, non sapendo che invece il vero assassino fu il drago Titan. Londonya intende resuscitare e diventare parte di un drago situato in un posto ghiacciato molto pericoloso. Lì Londonya viene sconfitto da Arlen in un duello e viene ucciso da Arktos, il drago di ghiaccio, il quale voleva unirsi a lui ma che poi si era ovviamente interessato alla spada magica di Arlen. Alla fine viene detto che il cadavere di Londonya non è stato mai più ritrovato.
- Zomas è un ministro e un antagonista del terzo capitolo, The Demonic Minister (nella storia del Principe Felippe). Viene visto per la prima volta quando assiste al combattimento tra il Principe Felippe e il capo dei Cavalieri di Jirat, Vilherm, con la Principessa Jeanne di Jirat. Mentre la Principessa Jeanne è indifesa, la prende improvvisamente in ostaggio e minaccia di romperle il collo se Vilherm non avesse preso la spada del Principe Felippe. Per fortuna Felippe cede la spada, intendendo batterlo in seguito per recuperarla. Zomas presenta quindi la spada Azos al drago Krassel e lo annoia insistendo di trasformarlo in un drago. Krassel 'soddisfa' la sua richiesta di farlo diventare come lui e in tutta la storia Zomas crede di essere invincibile e che nemmeno il Principe Felippe possa essere in grado di ucciderlo. Tuttavia viene sconfitto da quest'ultimo prima nel Castello di Jirat e poi nella sua tenuta mentre è 'sotto forma di drago'. Krassel lo considera indegno dopo la battaglia e gli rivela che non l'ha mai reso per davvero un drago. Da questo punto in poi, Zomas non viene più menzionato.

## Armi
- Azos, conosciuta come l'Angelo del Fuoco, è una delle spade magiche che vengono utilizzate dai personaggi nel gioco, ed è quella vista più di frequente. Inizialmente brandita da Clovis, viene poi usata anche da Arlen, Kodel, Phillip, Gerome ed Anita. Nei percorsi di Soul e Kadum appare nei capitoli 4 e 5 e viene rubata dal Culto di Dahaka.
- Soul, conosciuta come l'Angelo della Luce, è una delle spade magiche che vengono utilizzate dai personaggi nel gioco. Viene brandita da Felippe e Anita nel percorso di Soul. Appare anche nei capitoli 4 e 5 dei percorsi di Azos e Kadum.
- Kadum, conosciuta come l'Angelo del Tuono, è una delle spade magiche che vengono utilizzate dai personaggi nel gioco. Appare poco e viene brandita solo da Mihael nel percorso di Kadum. Appare anche nei capitoli 4 e 5 dei percorsi di Azos e Soul.
- Igunis, conosciuta come la Distruttrice Divina, è una delle spade magiche che vengono utilizzate dai personaggi nel gioco. A prescindere dai percorsi, viene ottenuta nel capitolo 5 e viene brandita da Mihael, Anna o Anita. Essa rivela che Azos, Soul e Kadum erano tutti angeli che una volta, tramite le arti proibite degli dei, si trasformarono volontariamente in spade magiche per poter sconfiggere i draghi. Dopo la fine della guerra tra dei e draghi, anche Igunis si trasformò volontariamente in una spada per un'eventuale ricomparsa di Dahaka.